# Medicinsk-Historisk Museum (Næstved)
 For alternative betydninger, se Medicinsk-Historisk Museum. (Se også artikler, som begynder med Medicinsk-Historisk Museum)
Medicinsk-Historisk Museum er et museum på Næstved Sygehus i Næstved på Sydsjælland. Museets formål er at vise udviklingen af instrumenter, og behandlinger indenfor de lægelige specialer, der har udviklet sig over især de sidste 100-150 år. Endvidere udviklingen indenfor tandlægefaget samt apotekerverdenen. 
Endelig er der en urtehave (anlagt i 2011 i en gårdhave ved museet) med lægeplanter og beskrivelse af hvad disse planter har været brugt mod. Haven er oprindelig designet som en rosenhave af den verdenskendte danske havearkitekt Th. Sørensen og udformningen af gangstier med gule sten er bevaret.
Museet er i dag det eneste museum i Danmark med en fast udstilling af lægelige instrumenter m.m. og det eneste museum hvor kustoderne har en sundhedsfaglig baggrund (oftest læger) og dermed kan medvirke til at høre omvisningen både mere spændende og levende. Typisk bruger besøgende 1-1.5 time på deres besøg når de får ledsagelse af en guide!
Eneste andet tilsvarende sted på Sjælland - dog uden urtehave og uden fagpersoner med medicinsk baggrund som kustoder - er Medicinsk Museion i København.
Museet drives af frivillige.
Museet er 2025 blevet udvidet, så det også benytter den bygning som var en del af det første sygehus i Næstved bygget i 1817 som Præstø Amts Sygehus. Bygningen fungerede indtil 2023 som sygehus, men i dag er den blot ejet af Næstved Sygehus.
I 2018 forlød det at museet risikerede at lukke, da Region Sjælland havde planer om at sælge de bygninger som sygehuset rådede over, men som ikke var en del af sygehusdriften.